# Jorge Andrade (dramaturgo)
Aluísio Jorge Andrade Franco (Barretos, 21 de maio de 1922 – São Paulo, 13 de março de 1984), mais conhecido como Jorge Andrade ou Jorge de Andrade, foi um dramaturgo, escritor, autor de telenovelas e jornalista brasileiro.
Considerado um dos dramaturgos mais importantes do século XX pela crítica, também teve peças teatrais adaptadas para telenovelas e atuou como jornalista em revistas como Visão e Realidade, além de escrever crônicas no jornal Folha de S.Paulo. Começou a escrever suas primeiras peças na década de 1950 e ficou conhecido por utilizar elementos da história brasileira em suas obras, como A Moratória, Os Ossos do Barão e Vereda da Salvação. Ele fez um recorte temporal que abrange do século XVII ao século XX da história do Brasil, reunidos na antologia Marta, a Árvore e o Relógio, publicada em 1970.

## Biografia
Aluísio Jorge Andrade Franco nasceu na cidade de Barretos, em 21 de maio de 1922, filho de Albertina Junqueira de Andrade e Ignácio de Lima Franco. Jorge Andrade casou-se com Helena de Almeida Prado em 1956, com quem teve quatro filhos: Gonçalo de Almeida Prado Franco, Marcelo de Almeida Prado Franco, Blandina de Almeida Prado Franco e Camila de Almeida Prado Franco.

### Infância e juventude
Em seus primeiros anos de vida viveu entre a fazenda de seu pai e a de seu avô, entre as cidades de Bebedouro, Barretos e São Paulo. Filho de fazendeiros, Jorge Andrade viveu boa parte de sua infância e adolescência nas propriedades de sua família. Ao terminar o ensino básico, ingressou na faculdade de direito e mudou-se São Paulo, onde viveu por algum tempo até decidir abandonar o curso e retornar para a fazenda de seu pai, trabalhando por lá nos negócios da família.
Nos anos seguintes, Jorge Andrade, entrou em conflito com seu pai, Ignácio, e decidiu afastar-se dos negócios da família e da fazenda; assim, decidiu retornar para São Paulo no final da década de 1950. Enquanto estava hospedado na capital paulista, sem saber o que fazer ou onde ir, retomou o hábito antigo de ir ao teatro. Neste momento a peça Anjo de Pedra estava em cartaz com Cacilda Becker como atriz principal; este encontro de Jorge com Cacilda marcaria para sempre sua trajetória.

### Carreira na dramaturgia, televisão e jornalismo
Jorge Andrade começou sua carreira após ser apresentado, na década de 1950, à atriz Cacilda Becker, quando tinha 28 anos. Ela o incentivou para escrever teatro e o indicou para realizar inscrição no curso da Escola de Arte Dramática (EAD).
Sua obra faz uma reconstrução da história do Brasil, sobretudo o ciclo do café, além de ressaltar o problema da decadência dos valores patriarcais que dominavam a política na época.
Estreou profissionalmente como dramaturgo em 1954, com A Moratória, conquistando o Prêmio Saci. Seguiram-se várias peças de sucesso, como Vereda da Salvação e Pedreira das Almas. Publicou, em 1970 pela Editora Perspectiva, a antologia do seu ciclo dramático, Marta, a Árvore e o Relógio, narrando a formação da sociedade paulista e brasileira num intervalo histórico do século XVII ao XX.
O seu maior sucesso comercial foi a peça Os Ossos do Barão, que permanece até hoje, mais de quatro décadas depois, como a peça que mais tempo ficou em cartaz do Teatro Brasileiro de Comédia (TBC), uma marca de qualidade dos bons tempos do TBC. A peça esteve em cartaz no ano de 1963 e teve mais de 500 apresentações, com um público estimado de 130 mil espectadores.
Sua estreia na televisão foi com a telenovela Os Ossos do Barão, em 1973. Era uma adaptação que fundia duas peças: A Escada e Os Ossos do Barão. Tornou-se polêmico e incompreendido com O Grito, em 1975.
Em 1978 publicou a peça Milagre na Cela e o romance autobiográfico Labirinto. No ano seguinte, 1979, publicou a sua última peça, O Incêndio, baseado no linchamento de Chapecó. Também, neste mesmo ano escreveu a telenovela Gaivotas para a TV Tupi, trabalho que lhe valeu o prêmio de melhor escritor de televisão do ano conferido pela Associação Paulista dos Críticos de Arte.
Seus últimos trabalhos para a televisão foram na TV Bandeirantes, na década de 1980, com Os Adolescentes, Ninho da Serpente (um de seus maiores êxitos) e Sabor de Mel, sua última novela, estrelada por Raul Cortez e Sandra Bréa.
Outras obras teatrais publicadas de Jorge Andrade são O Telescópio, Senhora na Boca do Lixo, Rasto Atrás, As Confrarias, e O Sumidouro.

### Morte
Jorge Andrada morreu no dia 13 de março de 1984, aos 61 anos, vítima de uma embolia pulmonar, no INCOR, na cidade de São Paulo, seis meses depois de ter realizado uma operação para a implantação de três pontes safena e de ter sofrido um infarte durante essa cirurgia.

## Obras
A bibliografia de Jorge Andrade é extensa. O dramaturgo teve uma produção expressiva nas décadas de 1950 e 1960 na dramaturgia, enquanto nas décadas seguintes, de 1970 e no início de 1980, dedicou-se a produção de telenovelas e especiais para a televisão. Conforme as pesquisas desenvolvidas por Elizabeth Ribeiro Azevedo e Catarina Sant'Anna, Jorge Andrade teve obras que não foram publicadas. Outras foram publicadas individualmente, enquanto algumas estão na antologia Marta, a Árvore e o Relógio. Abaixo seguem as obras que se têm conhecimento da existência.

### Peças teatrais
- 1951 - O Telescópio[17] (publicado em 1960 e incluso na antologia Marta, a Árvore e o Relógio de 1970)
- 1952 - Colunas do Templo (não publicada)
- 1954 - O Incêndio[23] (publicado em 1979)
- 1954 - A Moratória[15] (publicado em 1955 e incluso na antologia Marta, a Árvore e o Relógio de 1970)
- 1957 - Pedreira das Almas[17] (publicado em 1958 e incluso na antologia Marta, a Árvore e o Relógio de 1970)
- 1960 - A Escada[18] (publicado em 1964 e incluso na antologia Marta, a Árvore e o Relógio de 1970)
- 1962 - Os Ossos do Barão[18] (publicado em 1964 e incluso na antologia Marta, a Árvore e o Relógio de 1970)
- 1963 - Senhora na Boca do Lixo[24] (publicado pela primeira vez em 1968 e incluso na antologia Marta, a Árvore e o Relógio de 1970)
- 1963 - Vereda da Salvação[16] (publicado em 1965 e incluso na antologia Marta, a Árvore e o Relógio de 1970)
- 1966 - Rasto Atrás[25] (publicado em 1967 e incluso na antologia Marta, a Árvore e o Relógio de 1970)
- 1968 - A Receita (não publicada)
- 1969 - As Confrarias (publicado em 1970 na antologia Marta, a Árvore e o Relógio)
- 1969 - O Sumidouro (publicado em 1970 na antologia Marta, a Árvore e o Relógio)
- 1972 - Milagre na Cela[22] (publicado em 1978)
- 1972 - O Mundo Composto (publicado em 1972)
- 1978 - A Zebra (publicada na coleção da Feira Brasileira de Opinião)[27]
- 1978 - A Loba (não publicada)
- 1980 - O Terceiro Elo (A Corrente) (não publicado)

### Antologia dramatúrgica
- 1970 - Marta, a Árvore e o Relógio[9] (Editora Perspectiva)

### Literatura
- 1978 - Labirinto (publicado pela Editora Paz e Terra)

## Filmografia

### Telenovelas
- 1973 - Os Ossos do Barão (TV Globo)
- 1975 - O Grito (TV Globo)
- 1979 - Gaivotas (TV Tupi)
- 1980 - Dulcinéa Vai à Guerra (TV Bandeirantes)
- 1981 - Os Adolescentes (TV Bandeirantes)
- 1982 - Ninho da Serpente (TV Bandeirantes)
- 1983 - Sabor de Mel (TV Bandeirantes)

### Filmes
- 1965 - Vereda da Salvação (Direção e produção de Anselmo Duarte)
- 1983 - A Freira e a Tortura (Direção de Ozualdo Candeias)

### Televisão (outros)
- 1974 - Exercício Findo (TV Globo)
- 1982 - A Senhora na Boca do Lixo (TV Cultura)
- 1983 - Mulher Diaba (TV Bandeirantes)